# グレッチェン・ドンラン
グレッチェン・ドンラン（英語: Gretchen Donlan, 1993年11月18日 - ）は、アメリカ合衆国出身の女性フィギュアスケート選手（ペア）。パートナーはネイサン・バーソロメイ、アンドリュー・スペロフ。

## 経歴
6歳の時に、姉と一緒に近所のスケートリンクでスケートを始める。2009年まではシングルの選手として大会に参加し、2007年には全米のインターミディエイトのタイトルを獲得した。
14歳でペアに転向、2009年にはアンドリュー・スペロフとペアを結成した。2012年の全米選手権ではピューターメダルを獲得。2013-2014シーズン限りでスペロフとのペアを解消し、ネイサン・バーソロメイとペアを結成した。
2015-2016シーズン、怪我のために全米選手権を欠場。2月25日、バーソロメイとのペア解消を発表した。

## 主な戦績
- 2013-2014シーズンまではアンドリュー・スペロフとのペア
- 2014-2015シーズンからはネイサン・バーソロメイとのペア

| 大会/年            | 2009-10 | 2010-11 | 2011-12 | 2012-13 | 2013-14 | 2014-15 | 2015-16 |
| ------------------ | ------- | ------- | ------- | ------- | ------- | ------- | ------- |
| 全米選手権         | 8 J     | 8       | 4       | 6       | 8       | 7       |         |
| GPスケートアメリカ |         |         |         | 6       |         |         |         |
| CSネペラ杯         |         |         |         |         | 1       |         | 6       |
| CS USクラシック    |         |         |         |         |         |         | 5       |
| チャレンジカップ   |         |         |         |         |         | 1       |         |
| アイスチャレンジ   |         |         |         | 2       | 1       |         |         |
| ネーベルホルン杯   |         | 4       |         | 4       |         |         |         |

### 詳細
| 2015-2016 シーズン      |                                                                                |         |         |          |
| 開催日                  | 大会名                                                                         | SP      | FS      | 結果     |
| 2015年9月30日 - 10月4日 | ISUチャレンジャーシリーズ オンドレイネペラトロフィー（ブラチスラヴァ）         | 5 51.76 | 6 93.68 | 6 145.44 |
| 2015年9月16日 - 20日    | ISUチャレンジャーシリーズ USインターナショナルクラシック（ソルトレイクシティ） | 4 52.40 | 5 92.46 | 5 144.86 |

| 2014-2015 シーズン   |                                                |         |          |          |
| 開催日               | 大会名                                         | SP      | FS       | 結果     |
| 2015年2月19日 - 22日 | 2015年チャレンジカップ（ハーグ）               | 1 53.46 | 1 104.12 | 1 157.58 |
| 2015年1月17日 - 25日 | 全米フィギュアスケート選手権（グリーンズボロ） | 5 59.81 | 6 108.24 | 7 168.05 |

| 2013-2014 シーズン    |                                                    |         |          |          |
| 開催日                | 大会名                                             | SP      | FS       | 結果     |
| 2014年1月5日 - 12日   | 全米フィギュアスケート選手権（ボストン）           | 6 61.70 | 8 109.03 | 8 170.73 |
| 2013年11月19日 - 24日 | 2013年アイスチャレンジ（グラーツ）                 | 2 56.03 | 1 106.56 | 1 162.59 |
| 2013年10月3日 - 5日   | 2013年オンドレイネペラトロフィー（ブラチスラヴァ） | 1 56.63 | 2 103.56 | 1 160.19 |

| 2012-2013 シーズン    |                                                  |         |          |          |
| 開催日                | 大会名                                           | SP      | FS       | 結果     |
| 2013年1月20日 - 27日  | 全米フィギュアスケート選手権（オマハ）           | 7 49.81 | 5 109.86 | 6 159.67 |
| 2012年11月5日 - 10日  | 2012年アイスチャレンジ（グラーツ）               | 3 41.36 | 2 94.07  | 2 135.43 |
| 2012年10月19日 - 21日 | ISUグランプリシリーズ スケートアメリカ（ケント） | 7 40.54 | 6 90.72  | 6 131.26 |
| 2012年9月27日 - 29日  | 2012年ネーベルホルン杯（オーベルストドルフ）     | 6 43.21 | 3 102.14 | 4 145.35 |

| 2011-2012 シーズン   |                                          |         |          |          |
| 開催日               | 大会名                                   | SP      | FS       | 結果     |
| 2012年1月22日 - 29日 | 全米フィギュアスケート選手権（サンノゼ） | 5 57.77 | 4 113.84 | 4 171.61 |

| 2010-2011 シーズン   |                                                |         |         |          |
| 開催日               | 大会名                                         | SP      | FS      | 結果     |
| 2011年1月22日 - 30日 | 全米フィギュアスケート選手権（グリーンズボロ） | 9 48.62 | 8 96.63 | 8 145.25 |
| 2010年9月22日 - 25日 | 2010年ネーベルホルン杯（オーベルストドルフ）   | 4 46.04 | 4 89.54 | 4 135.58 |

| 2009-2010 シーズン   |                                                            |         |         |          |
| 開催日               | 大会名                                                     | SP      | FS      | 結果     |
| 2010年1月15日 - 23日 | 全米フィギュアスケート選手権 ジュニアクラス （スポケーン） | 5 44.85 | 9 73.25 | 8 118.10 |

## プログラム使用曲
| シーズン  | SP | FS | EX |
| --------- | --- | --- | --- |
| 2015-2016 | All That Jazz 映画『シカゴ』サウンドトラックより 作曲：ジョン・カンダー 振付：ジム・ピーターソン                            | ピアノ協奏曲第2番 作曲：セルゲイ・ラフマニノフ 振付：ジム・ピーターソンフランク・シナトラメドレー 振付：ジム・ピーターソン            | |
| 2014-2015 | Dear Father 曲：ニール・ダイアモンド 振付：ジム・ピーターソン                                                               | 月の光 作曲：クロード・ドビュッシー 演奏：フィラデルフィア管弦楽団 振付：ジム・ピーターソン                                           | |
| 2013-2014 | タイスの瞑想曲 作曲：ジュール・マスネ 振付：シェリル・フランクス                                                            | パ・ド・ドゥ バレエ『くるみ割り人形』より 作曲：ピョートル・チャイコフスキー 振付：シェリル・フランクス                               | |
| 2012-2013 | ノクターン 映画『ラ・カリファ』より 作曲：エンニオ・モリコーネ 振付：タニス・ベルビン、シェリル・フランクス                 | バレエ『眠れる森の美女』より 作曲：ピョートル・チャイコフスキー 振付：シェリル・フランクス、ディードリ・ウィリアムズ                  | 明日に架ける橋 作曲：ポール・サイモン                                                                              |
| 2011-2012 | 私のお父さん 歌劇『ジャンニ・スキッキ』より 作曲：ジャコモ・プッチーニ 振付：シェリル・フランクス、ディードリ・ウィリアムズ | バレエ『眠れる森の美女』より 作曲：ピョートル・チャイコフスキー 振付：シェリル・フランクス、ディードリ・ウィリアムズ                  | タイム・トゥ・セイ・グッバイ 作曲：フランチェスコ・サルトーリ ボーカル：サラ・ブライトマン、アンドレア・ボチェッリ |
| 2010-2011 | ピアノソナタ第14番 作曲：ルートヴィヒ・ヴァン・ベートーヴェン 振付：シェリル・フランクス、ディードリ・ウィリアムズ          | 天国への階段 作曲：レッド・ツェッペリン 演奏：ボストンフィルハーモニック管弦楽団 振付：シェリル・フランクス、ディードリ・ウィリアムズ | タイム・トゥ・セイ・グッバイ 作曲：フランチェスコ・サルトーリ ボーカル：サラ・ブライトマン、アンドレア・ボチェッリ |
| 2009-2010 | ピアノソナタ第14番 作曲：ルートヴィヒ・ヴァン・ベートーヴェン 振付：シェリル・フランクス、ディードリ・ウィリアムズ          | 天国への階段 作曲：レッド・ツェッペリン 演奏：ボストンフィルハーモニック管弦楽団 振付：シェリル・フランクス、ディードリ・ウィリアムズ | ボヘミアン・ラプソディ 曲：クイーン 振付：シェリル・フランクス                                                     |